# Yoma kokobona
Yoma kokobona är en fjärilsart som beskrevs av Hagen. Yoma kokobona ingår i släktet Yoma och familjen praktfjärilar. Inga underarter finns listade i Catalogue of Life.